# Jitka Klimková
Jitka Klimková (* 20. srpna 1974, Kyjov) je bývalá česká fotbalistka a současná trenérka české ženské fotbalové reprezentace. 

## Kariéra hráčky
Narodila se v Moravanech u Kyjova. Kariéru začala v roce 1991 v Čejči v juniorském klubu Sokol Čejč. V letech 1992 až 1995 hrála v Holíči jako obránkyně v klubu Slávia SSM Holíč. V letech 1995 až 2003 byla převedena z ženského týmu 1. FC Slovácko Ženy do klubu 1. FC Slovácko v Uherském Hradišti, který v letech 2000 a 2001 patřil k reprezentaci českého ženského fotbalu.

## Trenérská kariéra
Svou trenérskou dráhu nastoupila v roce 2004, kdy se stala trenérkou 1. FC Slovácko Ženy. V sezóně 2009/10 byla trenérkou české ženské reprezentace. 

### Trenérské působení v zahraničí
- V roce 2011 byla v Austrálii trenérkou v klubu Canberra United, účastnícím se ženské soutěže. Poté, co její tým v lize zvítězil, byla vyhlášena trenérkou roku.[3]
- V letech 2013 a 2014 byla trenérkou na novozélandské úrovni mládeže v ženském fotbale a národní tým dovedla k mistrovství světa 2014.[3]
- Působila také u Internationals Soccer Club v americkém Ohiu[3]
- V lednu 2015 se stala trenérkou ženské reprezentace mládeže Spojených států amerických U.S. Under-20 Women.[4]

### Novozélandská reprezentace
V říjnu 2021 začala vést novozélandskou národní reprezentaci v přípravách na domácí mistrovství světa 2023, stala se tak první ženou trénující tento tým na plný úvazek a současně první českou trenérkou na mistrovství světa. Získala rovnou šestiletý kontrakt s výhledem až k mistrovství světa 2027.

### Česká ženská reprezentace
Od února 2025 je Jitka Klimková hlavní trenérkou české ženské fotbalové reprezentace.